# Tricyclea perpendicularis
Tricyclea perpendicularis är en tvåvingeart som beskrevs av Villeneuve 1922. Tricyclea perpendicularis ingår i släktet Tricyclea och familjen spyflugor. Inga underarter finns listade i Catalogue of Life.